# روی دیگر ازدواج
روی دیگر ازدواج (به هندی: Shaadi Ke Side Effects) فیلمی محصول سال ۲۰۱۴ و به کارگردانی ساکت چودهاری است. در این فیلم بازیگرانی همچون فرهان اختر، ویدیا بالان، رام کاپور، ویر داس، گائوتامی کاپور، پوراب کهلی، ایلا آرون و راتی آگنیهوتری ایفای نقش کرده‌اند.